# Darwin-Medaille

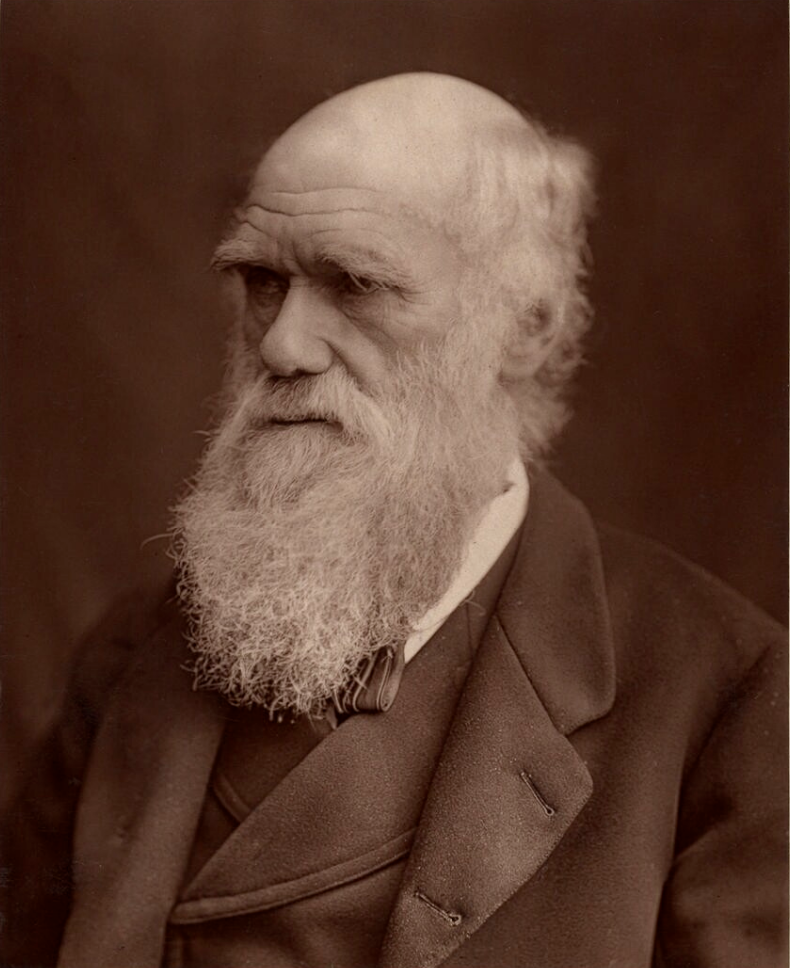
Charles Darwin, nach dem die Darwin-Medaille benannt ist

Die Darwin-Medaille (englisch Darwin Medal) ist eine von der britischen Royal Society verliehene Auszeichnung für Wissenschaftler, die wichtige Beiträge im Bereich der Biologie geleistet haben. Sie wurde nach dem britischen Naturforscher und Mitbegründer der Evolutionstheorie Charles Darwin (1809–1882) benannt und ist mit einem Preisgeld von 1000 Pfund Sterling dotiert.
Hier der englische Wortlaut:
... in reward for work of acknowledged distinction in the broad area of biology in which Charles Darwin worked, notably in evolution, population biology, organismal biology and biological diversity.
Die Medaille selbst zeigt auf der einen Seite ein Abbild von Charles Darwin, auf der anderen Seite den Schriftzug „CAROLVS DARWIN“. Die Darwin-Medaille wird seit 1890 in der Regel alle zwei Jahre an einen Wissenschaftler vergeben. 1982 und 2002 wurde die Medaille jeweils einem gemeinsam forschenden Ehepaar verliehen.

## Träger der Auszeichnung
In der folgenden Tabelle sind die Träger der seit Anbeginn 1890 verliehenen Auszeichnung vollständig aufgelistet. In der Spalte „Begründung“ sind der englische Originaltext sowie eine deutsche Übersetzung des Begründungstextes vermerkt.
| Jahr | Wissenschaftler                               | Begründung |
| ---- | --------------------------------------------- | --- |
| 1890 | Alfred Russel Wallace                         | “For his independent origination of the theory of the origin of species by natural selection.” Für seine unabhängige Schaffung der Theorie zur Entstehung der Arten durch natürliche Selektion. |
| 1892 | Joseph Dalton Hooker                          | “On account of his important contributions to the progress of systematic botany, as evidenced by the «Genera Plantarum» and the «Flora Indica»; but more especially on account of his intimate association with Mr. Darwin in the studies preliminary to the «Origin of Species».” In Würdigung seiner wichtigen Beiträge zum Fortschritt der Systematischen Botanik, wie in den Werken Genera Plantarum und Flora Indica aufgezeigt; mehr noch in Würdigung seiner engen Verbindung mit Herrn Darwin bei den der Arbeit Origin of Species vorangegangenen Studien. |
| 1894 | Thomas Henry Huxley                           | “For his researches in comparative anatomy, and especially for his intimate association with Mr. Darwin in relation to the «Origin of Species».” Für seine Forschungen in Vergleichender Anatomie, speziell für seine enge Verbindung mit Herrn Darwin in Bezug auf die Arbeit Origin of Species. |
| 1896 | Giovanni Battista Grassi                      | “For his researches on the life history and societies of the Termitidae, and on the developmental relationship between Leptocephalus and the common eel and other muraenidae.” Für seine Forschungen zur Lebensgeschichte und zum Sozialleben der Termitidae sowie zur entwicklungsbiologischen Verwandtschaft zwischen Leptocephalus einerseits und dem Gewöhnlichen Aal und anderen Muraenidae andererseits. |
| 1898 | Karl Pearson                                  | “For his work on the quantitative treatment of biological problems.” Für seine Arbeit zur quantitativen Behandlung biologischer Fragestellungen. |
| 1900 | Ernst Haeckel                                 | “For his long-continued and and [sic] highly important work in zoology all of which has been inspired by the spirit of Darwinism.” Für seine langanhaltende und hochbedeutsame Arbeit in der Zoologie, die allesamt vom Geist des Darwinismus inspiriert ist. |
| 1902 | Francis Galton                                | “For his numerous contributions to the exact study of heredity & variation contained in «Hereditary Genius», «Natural Inheritance», and other writings.” Für seine zahlreichen Beiträge zum exakten Studium der Vererbung und Variation, enthalten in Hereditary Genius, Natural Inheritance und weiteren Schriften. |
| 1904 | William Bateson                               | “For his important contribution to the theory of organic evolution by his researches on variation and heredity.” Für seinen wichtigen Beitrag zur Theorie der organischen Evolution durch seine Forschungen über Variation und Vererbung. |
| 1906 | Hugo de Vries                                 | “On the ground of the significance and extent of his experimental investigations in heredity & Variation.” Gegründet auf Wesentlichkeit und Umfang seiner experimentellen Entdeckungen zur Vererbung und Variation. |
| 1908 | August Weismann                               | “On the ground of his eminent services in support of the doctrine of evolution by means of natural selection.” Gegründet auf seine bedeutenden Dienste für die Unterstützung der Doktrin der Evolution durch natürliche Selektion. |
| 1910 | Roland Trimen                                 | “On the ground of his South African bionomic researches, in large part undertaken as the outcome of correspondence with Charles Darwin.” Gegründet auf seine südafrikanischen bionomischen Forschungen, großenteils als Resultat der Korrespondenz mit Charles Darwin unternommen. |
| 1912 | Francis Darwin                                | “On the ground of his work in conjunction with Charles Darwin, and his researches in vegetable physiology.” Gegründet auf seine Arbeit in Verbindung mit Charles Darwin und auf seine Forschungen in der Pflanzenphysiologie. |
| 1914 | Edward Bagnall Poulton                        | “On the ground of his researches in heredity.” Gegründet auf seine Forschungen zur Vererbung. |
| 1916 | Yves Delage                                   | “On the ground of researches in zoology and biology.” Gegründet auf Forschungen in Zoologie und Biologie. |
| 1918 | Henry Fairfield Osborn                        | “For his valuable researches on vertebrate morphology and palaeontology.” Für seine wertvollen Forschungen zur Morphologie und Paläontologie der Wirbeltiere. |
| 1920 | Rowland Biffen                                | “On the ground of his work on scientific principles applied to the breeding of plants.” Gegründet auf seine Arbeit zur Anwendung wissenschaftlicher Prinzipien auf die Pflanzenzucht. |
| 1922 | Reginald C. Punnett                           | “For his researches in the science of genetics.” Für seine Forschungen in der Genetik. |
| 1924 | Thomas Hunt Morgan                            | “For his valuable work in zoology and more especially his researches on heredity and cytology.” Für seine wertvolle Arbeit in der Zoologie und besonders seine Forschungen über Vererbung und Zytologie. |
| 1926 | Dukinfield Henry Scott                        | “For his contributions to palaeophytology, particularly in relation to the period of coal.” Für seine Beiträge zur Paläophytologie, besonders in Bezug auf das Karbonzeitalter. |
| 1928 | Leonard Cockayne                              | “For the eminence of his contributions to ecological botany.” Für die herausragende Bedeutung seiner Beiträge zur ökologischen Botanik. |
| 1930 | Johannes Schmidt                              | “For his work on extended oceanographical expeditions; and for his genetic studies in animals and plants.” Für seine Arbeit über ausgedehnte ozeanographische Expeditionen sowie für seine genetischen Studien an Tieren und Pflanzen. |
| 1932 | Carl Correns                                  | “As one of the three independent discoverers of Mendels publications; and for his distinguished researches in genetics.” Als einer der drei unabhängigen Entdecker von Mendels Veröffentlichungen sowie für seine ausgezeichneten Forschungen in der Genetik. |
| 1934 | Albert Charles Seward                         | “In recognition of his work as a palaeobotanist.” In Anerkennung seiner Arbeit als Paläobotaniker. |
| 1936 | Edgar Johnson Allen                           | “In recognition of his long continued work for the advancement of marine biology, not only by his own researches but by the great influence he has exerted on very numerous investigations at Plymouth.” In Anerkennung seiner langanhaltenden Arbeit zur Vorantreibung der Meeresbiologie, nicht nur durch eigene Forschungen, sondern auch durch den großen Einfluss, den er auf sehr zahlreiche Entdeckungen in Plymouth ausübte. |
| 1938 | Frederick Orpen Bower                         | “In recognition of his work of acknowledged distinction in the field in which Darwin himself laboured.” In Anerkennung seiner erwiesenermaßen vorzüglichen Arbeit auf dem Gebiet, in dem Darwin selbst arbeitete. |
| 1940 | James Peter Hill                              | “For his contributions to the solution of problems bearing on the inter-relationships of the main groups of the Mammalia and on the phylogenetic history of the primates, a subject with which Charles Darwin himself was much concerned.” Für seine Beiträge zur Lösung von Problemen in Bezug auf die wechselseitigen Verwandtschaften zwischen den Hauptgruppen der Mammalia sowie zur phylogenetischen Geschichte der Primaten, einem Gebiet, mit dem Darwin selbst sich intensiv beschäftigt hatte. |
| 1942 | D. M. S. Watson                               | “In recognition of his researches on primitive fishes and amphibians which have much advanced the knowledge of the evolution of these groups of animals.” In Anerkennung seiner Forschungen über primitive Fische und Amphibien, die das Wissen über die Evolution dieser Tiergruppen stark voranbrachten. |
| 1944 | John Stanley Gardiner                         | “In recognition of his work on coral reefs and on the organisms associated with such habitats.” In Anerkennung seiner Arbeit über Korallenriffe und die dort lebenden Organismen. |
| 1946 | D’Arcy Wentworth Thompson                     | “In recognition of his outstanding contributions to the development of biology.” In Anerkennung seiner außergewöhnlichen Beiträge zur Entwicklung der Biologie. |
| 1948 | Ronald Aylmer Fisher                          | “In recognition of his distinguished contributions to the theory of natural selection, the concept of its gene complex and the evolution of dominance.” In Anerkennung seiner vorzüglichen Beiträge zur Theorie der natürlichen Selektion, dem Konzept des Gen-Komplexes und der Evolution der Dominanz. |
| 1950 | Felix Eugen Fritsch                           | “For his distinguished contributions to the study of algology.” Für seine vorzüglichen Beiträge zur Erforschung der Algologie. |
| 1952 | J. B. S. Haldane                              | “In recognition of his initiation of the modern phase of the study of the evolution of living populations.” In Anerkennung seiner Initiierung der modernen Phase im Studium der Evolution lebender Populationen. |
| 1954 | Edmund Brisco Ford                            | “In recognition of his distinguished contributions to the genetical theory of evolution by natural selection, particularly in natural populations.” In Anerkennung seiner vorzüglichen Beiträge zur genetischen Theorie der Evolution durch natürliche Selektion, besonders bei natürlichen Populationen. |
| 1956 | Julian Huxley                                 | “In recognition of his distinguished contributions to the study and theory of evolution.” In Anerkennung seiner vorzüglichen Beiträge zum Studium und zur Theorie der Evolution. |
| 1958 | Gavin Rylands de Beer                         | “In recognition of his distinguished contributions to evolutionary biology.” In Anerkennung seiner vorzüglichen Beiträge zur Evolutionsbiologie. |
| 1960 | Edred John Henry Corner                       | “In recognition of his distinguished and strikingly original botanical work in tropical forests.” In Anerkennung seiner vorzüglichen und herausragenden botanischen Arbeit in tropischen Wäldern. |
| 1962 | George Gaylord Simpson                        | “In recognition of his distinguished contributions to general evolutionary theory, based on a profound study of palaeontology, particularly of vertebrates.” In Anerkennung seiner vorzüglichen Beiträge zur allgemeinen Evolutionstheorie, gestützt auf ein fundiertes Studium der Paläontologie, besonders der Wirbeltiere. |
| 1964 | Kenneth Mather                                | “In recognition of his distinguished contributions to knowledge of cytology and genetics.” In Anerkennung seiner vorzüglichen Beiträge auf dem Gebiet der Zytologie und Genetik. |
| 1966 | Harold Munro Fox                              | “In recognition of his distinguished and extensive contributions in the field of invertebrate zoology and to our understanding of general biological phenomena.” In Anerkennung seiner vorzüglichen und umfangreichen Beiträge zur Zoologie der Wirbellosen und zu unserem Verständnis allgemeiner biologischer Phänomene. |
| 1968 | Maurice Yonge                                 | “In recognition of his many distinguished contributions to evolutionary biology, particularly of the mollusca.” In Anerkennung seiner vielen vorzüglichen Beiträge zur Evolutionsbiologie, besonders der Mollusken. |
| 1970 | Charles Sutherland Elton                      | “In recognition of the basic concepts he has contributed to the study of animal ecology which, with his foundation of the Bureau of Animal Population, have had international impact.” In Anerkennung der von ihm beigetragenen grundlegenden Konzepte für das Studium der Tierökologie, die – zusammen mit seiner Gründung des Büros für Tierpopulationen – internationale Aufmerksamkeit erlangten. |
| 1972 | David Lack                                    | “In recognition of his distinguished and numerous contributions to ornithology and to our understanding of evolutionary mechanisms.” In Anerkennung seiner vorzüglichen und zahlreichen Beiträge zur Ornithologie und zu unserem Verständnis von evolutionären Mechanismen. |
| 1974 | Philip Sheppard                               | “In recognition of his outstanding work on natural populations of butterflies, describing and explaining the operation of natural selection and demonstrating the genetic basis upon which selection operates.” In Anerkennung seiner außergewöhnlichen Arbeit über natürliche Populationen von Schmetterlingen, mit der er die Funktionsweise der natürlichen Selektion beschrieb und erklärte und die genetische Basis aufzeigte, auf der die Selektion agiert. |
| 1976 | Charlotte Auerbach                            | “In recognition of her discovery of and continuing work on chemical mutagenesis.” In Anerkennung ihrer Entdeckung der chemische Mutagenese und ihrer anhaltenden Arbeit daran. |
| 1978 | Guido Pontecorvo                              | “In recognition of his discovery of somatic recombination in fungi which led to the elucidation of an important type of genetic variation.” In Anerkennung seiner Entdeckung der somatischen Rekombination bei Pilzen, die zur Aufklärung eines bedeutenden Typs der genetischen Variation führte. |
| 1980 | Sewall Wright                                 | “In recognition of his outstanding contributions to genetics and evolutionary theory.” In Anerkennung seiner außergewöhnlichen Beiträge zur Genetik und Evolutionstheorie. |
| 1982 | John Heslop-Harrison; Yolande Heslop-Harrison | “In recognition of their major contributions to plant physiology including fundamental studies on insectivorous plants, much of this research carried out jointly.” In Anerkennung ihrer großen Beiträge zur Pflanzenphysiologie einschließlich grundlegender Studien zu fleischfressenden Pflanzen, von denen die beiden große Teile gemeinsam durchführten. |
| 1984 | Ernst Mayr                                    | “In recognition of his distinguished contributions to evolutionary biology.” In Anerkennung seiner vorzüglichen Beiträge zur Evolutionsbiologie. |
| 1986 | John Maynard Smith                            | “In recognition of his outstanding success in combining mathematics with biology to enhance our understanding of evolution, in particular the evolution of sex.” In Anerkennung seines außergewöhnlichen Erfolges bei der Kombination der Mathematik mit der Biologie zur Verbesserung unseres Verständnisses der Evolution, besonders der Evolution der Geschlechter. |
| 1988 | William D. Hamilton                           | “In recognition of his distinguished work on evolutionary theory. His contributions include the theory of kin selction [sic] to account for altruistic behaviour and the theoretical demonstration of a link between disease resistance and the evolution of sex.” In Anerkennung seiner vorzüglichen Arbeit zur Evolutionstheorie. Seine Beiträge beinhalten die Theorie der Verwandtenselektion zur Erklärung von altruistischem Verhalten und die theoretische Aufzeigung einer Verbindung zwischen Krankheitsresistenz und der Evolution der Geschlechter. |
| 1990 | John L. Harper                                | “For his research on the population biology and evolution of plants which has greatly improved understanding of the adaptation of plants to their environment.” Für seine Forschungen zur Populationsbiologie und der Evolution der Pflanzen, die das Verständnis der Anpassung von Pflanzen an ihre Umwelt deutlich verbesserten. |
| 1992 | Motoo Kimura                                  | “Distinguished for his work on molecular evolution, in particular on the role of stochastic events in determining the rate of evolution.” Für seine vorzügliche Arbeit über molekulare Evolution, besonders zur Rolle stochastischer Ereignisse bei der Bestimmung der Evolutionsgeschwindigkeit. |
| 1994 | Peter Anthony Lawrence                        | “In recognition of his analysis of pattern formation during insect segmentation, and of his contribution to understanding how genetic processes specify spatial information.” In Anerkennung seiner Analyse der Musterbildung während der Segmentation der Insekten sowie seines Beitrags zum Verständnis, wie genetische Prozesse räumliche Informationen generieren. |
| 1996 | John E. Sulston                               | “In recognition of his leadership in the study of genome analysis with the potential to have a profound impact on the whole of biology.” In Anerkennung seiner Führerschaft beim Studium der Genomanalyse, die das Potential besitzt, die gesamte Biologie umzuwälzen. |
| 1998 | Michael Gale und Graham Moore                 | “In recognition of their work on cereal genome organization and evolution which has revolutionized cereal genetics by showing that the genetics of all the different cereals can be considered in a common framework.” In Anerkennung ihrer Arbeit zur Struktur und Evolution der Getreide-Genome, die die Genetik der Getreidepflanzen revolutioniert hat, indem aufgezeigt wurde, dass die Genetik aller verschiedenen Getreidearten in einem gemeinsamen Rahmen betrachtet werden können. |
| 2000 | Brian Charlesworth                            | “In recognition of his distinguished work on selection in age-structured populations, extending the theory to the evolution of ageing, and testing the theories of mutation accumulation and pleiotropy, developing models for the evolution of genetic systems, including sex and recombination, inbreeding and outbreeding, separate sexes and sex chromosomes, segregation distortion and repetitive DNA.” In Anerkennung seiner vorzüglichen Arbeit zur Selektion bei altersstrukturierten Populationen, die die Theorie um die Evolution des Alterns erweiterte, sowie seiner Tests zur Mutations-Akkumulations-Theorie und der Pleiotropie, Entwicklung von Modellen für die Evolution genetischer Systeme einschließlich Fortpflanzung und Rekombination, Inzucht und Hybridisierung, verschiedene Geschlechter und Geschlechtschromosomen, Segregationsstörung und repetitive DNA. |
| 2002 | Peter Grant und Rosemary Grant                | “For their fundamental work on the ecology, breeding and evolution of Darwins finches on the Galapagos islands. This work has become the classic example of Darwinian evolution in the wild.” Für ihre grundlegende Arbeit zur Ökologie, Brutpflege und Evolution der Darwinfinken auf den Galapagos-Inseln. Diese Arbeit wurde das klassische Beispiel der Darwinschen Evolution in der freien Natur. |
| 2004 | Enrico Coen und Rosemary Carpenter            | “For their ground-breaking discoveries about the control of flower development. They have combined molecular and genetic approaches to answer some of Darwins key questions about the natural variation of floral form and the evolution of floral development.” Für ihre bahnbrechenden Entdeckungen zur Kontrolle der Blütenentwicklung. Die beiden kombinierten molekulare und genetische Methoden, um eine von Darwins Schlüsselfragen über die natürliche Variation der Blütenform und die Evolution der Blütenentwicklung zu beantworten. |
| 2006 | Nick Barton                                   | “For his major and extensive contributions to evolutionary biology, characterised by the application of sophisticated mathematical analysis but focussed on developing biological understanding rather than mathematical niceties.” Für seine bedeutenden und umfangreichen Beiträge zur Evolutionsbiologie, charakterisiert durch die Anwendung komplizierter mathematischer Analyse, und dennoch fokussiert auf die Entwicklung des biologischen Verständnisses statt mathematischer Schönheit. |
| 2008 | Geoff Parker                                  | “For his lifetime contribution to the foundations and development of behavioural ecology, in particular for understanding evolutionary adaptations and their consequences for natural populations.” Für sein Lebenswerk an Beiträgen zu den Grundlagen und der Weiterentwicklung der Verhaltensökologie, besonders für das Verständnis von evolutionären Anpassungen und ihren Folgen für natürliche Populationen. |
| 2010 | Bryan Clarke                                  | “For his original and influential contributions to our understanding of the genetic basis of evolution.” Für seine selbstentwickelten und einflussreichen Beiträge zum Verständnis der genetischen Grundlage der Evolution. |
| 2012 | Timothy Clutton-Brock                         | “For his outstanding work on the diversity of animal societies and demonstration of their effects on the evolution of reproductive strategies, the operation of selection and the dynamics of populations.” Für seine herausragende Arbeit auf dem Gebiet der Vielfalt der Tiergemeinschaften und der Demonstration ihrer Einflussnahme auf die Evolution von Fortpflanzungsstrategien, auf die Durchführung der Selektion und auf die Dynamik der Populationen. |
| 2014 | John Sutherland                               | “For his novel and convincing work on prebiotic chemistry, in particular his solution to the central problem of nucleoside synthesis.” Für seine neuartigen und überzeugenden Arbeiten zur präbiotischen Chemie, insbesondere zur Lösung des Problems der Synthese der Nukleoside. |
| 2016 | Caroline Dean                                 | “For her work addressing fundamental questions in the perception of temperature cues and how modifications in epigenetic mechanisms play an important role in adaptation.” Für ihre grundlegenden Arbeiten zum Temperaturempfinden und welche Rolle epigenetische Faktoren bei der Anpassung spielen. |
| 2018 | William George Hill                           | “For his contribution to our understanding of the genetics of quantitative traits and response to selection.” Für seine Beiträge zum Verständnis der Genetik quantitativer Merkmale und der Antwort auf Selektion. |
| 2019 | Peter Holland                                 | “For his work with many organisms and genes elucidating key aspects of how changes in the genome influence evolution of animal development.” Für seine Arbeiten mit vielen Organismen und Genen, die zur Aufklärung wichtiger Aspekte des Einflusses von Änderungen des Genoms auf die Evolution der Tierentwicklung beitrugen. |
| 2020 | Robert Martienssen                            | “For outstanding contributions to genetics and epigenetics, including defining the role of RNA interference in inherited gene silencing and in genomic stability in the germ line.” Für herausragende Beiträge zu Genetik und Epigenetik, darunter die Bestimmung der Rolle der RNA-Interferenz beim ererbten Gen-Silencing und bei der Genstabilität in der Keimbahn. |
| 2021 | Dolph Schluter                                | “For major and fundamental contributions to the understanding of the how species originate, adaptive radiations develop, and geographical patterns of biodiversity emerge and are maintained.” |
| 2022 | Martin Embley                                 | “For his fundamental, paradigm-changing contributions to the understanding of mitochondrial endosymbiosis and the origins of eukaryotes in a new two-domain tree of life.” |
| 2023 | Peter T. Campbell                             | “For his pioneering contributions to somatic evolution, including some of the most creative and influential studies of evolution in cancer and normal tissues.” |
| 2024 | Paul Sharp                                    | “For his work addressing the origins and evolution of HIV and the malaria parasite Plasmodium.” |

## Sonstiges
Die Leopoldina, in der Charles Darwin Mitglied war, vergab 1959 zum 100. Gedenktag des Erscheinens seines Werkes On the Origin of Species by Means of Natural Selection eine Darwin-Plakette an 18 Evolutionsbiologen und Genetiker. Die Linnean Society of London verlieh bereits 1958 zum gleichen Anlass 20 Silberne Darwin-Wallace-Medaillen an 20 Wissenschaftler.